# Холл, Джеймс (шотландский геолог)
Сэр Джеймс Холл из Данграсса, 4-й баронет (17 января 1761, Данграсс, графство Ист-Лотиан — 23 июня 1832, Эдинбург) — шотландский геолог, основатель экспериментальной геологии. Член Эдинбургского королевского общества (1784, с 1812 президент), член Лондонского королевского общества (1806). Член парламента Великобритании (1808—1812).
Сын и наследник сэра Джона Холла, 3-го баронета (ум. 1776), члена Большого жюри, судившего участников Второго якобитского восстания, и Магдален (ум. 1763), дочери Роберта Прингла, 3-го баронета из Стикхилла.
В 1777—1779 годах учился в Кембриджском, а затем в 1781—83 годах — в Эдинбургском университетах. Одним из первых применил эксперименты в геологии: воспроизводил явления складчатости; расплавляя различные магматические породы (в особенности базальт), получал, в зависимости от продолжительности их охлаждения, стекловатые или кристаллические искусственные породы; добился превращения известняка в мраморовидное вещество. Своими экспериментами Джеймс Холл подтвердил взгляды Джеймса Геттона на происхождение интрузивных пород.
Автор научных работ, из которых наиболее известна Essay on the origin, history, and principles of Gothic architecture (Лондон, 1813). Джеймс Холл создал теорию, согласно которой готическая архитектура родилась из примитивных деревянных конструкций древних германцев.
Отец сэра Джона Холла, 5-го баронета (1787—1860), путешественника-исследователя и писателя Базиля Галля (1788—1844), писательницы леди Магдален Де Ланси (1793—1822), жены военного деятеля сэра Уильяма Хау Де Ланси, генерал-картирмейстера, смертельно раненого при Ватерлоо, написавшей книгу A Week at Waterloo in 1815, и художника Джеймса Холла (1800—1854).
Похоронен на кладбище Грейфрайерс в Эдинбурге.
- Леди Магдален Де Ланси[англ.] (1793—1822), дочь Джеймса Холла
- Сэр Уильям Хау Де Ланси[англ.] (1778—1815), зять Джеймса Холла
- Могила Джеймса Холла на кладбище Грейфрайерс